# Maksymilian Stanisławski
Maksymilian Stanisławski (ur. 1807, zm. 24 sierpnia 1881 w Bochni) – jeden z dowódców, podoficerów – 11 pułku piechoty liniowej powstania listopadowego, współorganizator powstania krakowskiego, proboszcz w Iwoniczu, w Lubzinie, w gminie Ropczyce, kawaler Srebrnego Krzyża Virtuti Militari. – 14 Lipca 1831 roku.
Był szwagrem i przyjacielem burmistrza Bochni Józefa Turka, Naczelnika Gwardii Narodowej w 1848 r. Jako kleryk tarnowskiego seminarium brał udział w powstaniu listopadowym. Za bohaterskie czyny odznaczony został krzyżem Virtuti Militari. Po powstaniu, mimo przeszkód i kłopotów z powodu powstańczej działalności, uzyskał święcenia kapłańskie. W latach 40. XIX wieku uczestniczył w działaniach konspiracyjnych, mających doprowadzić do kolejnego powstania, czemu przeszkodziła tzw. rzeź galicyjska. Z powodu konspiracyjnej działalności był represjonowany przez Kościół. Gdy był proboszczem w Iwoniczu 1841–45, był prześladowany przez rząd austriacki i zmuszony do opuszczenia tych terenów. Przeniósł się na probostwo – w  latach 1849–1870 był proboszczem w parafii pw. św. Mikołaja w miejscowości  Lubzina. Zmarł 24 sierpnia 1881 roku. Jego tablica znajduje się w kościele w Iwoniczu, natomiast grobowiec na cmentarzu w Bochni.